# 威廉·鲁道夫·菲蒂希

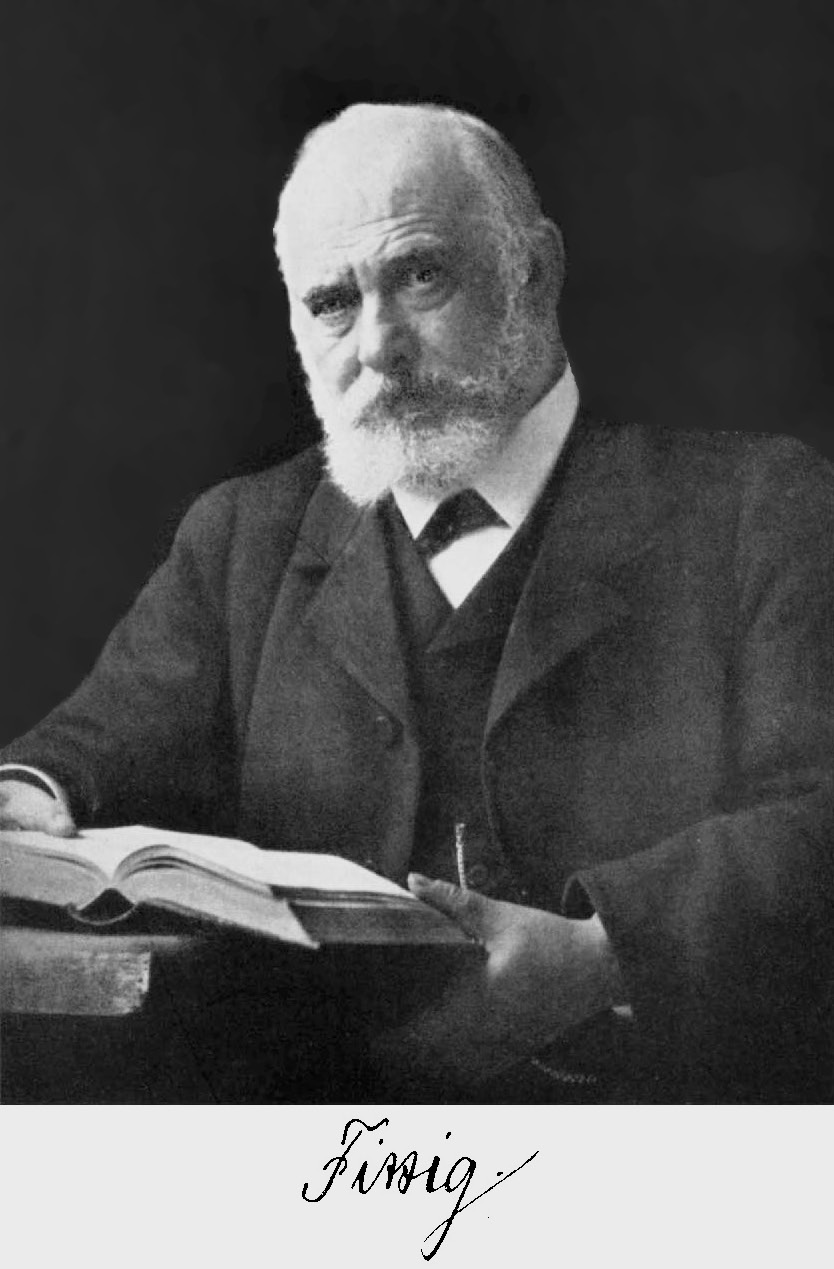
鲁道夫·菲蒂希

威廉·鲁道夫·菲蒂希（德語：Wilhelm Rudolph Fittig，1835年12月6日—1910年11月19日），出生于德国汉堡，德国化学家。

## 生平
菲蒂希在哥廷根大学的海因里希·林普利特的指导下，以研究丙酮性质的论文，获得博士学位。他成为编外讲师后，1866年，他又成为哥廷根大学的副教授。1870年获任图宾根大学化学教授。1876年迁往斯特拉斯堡大学，并在那里着手建立新的化学实验室。1895/96年任大学校长。
1910年卒于斯特拉斯堡。

## 成就
菲蒂希与阿道夫·武尔茨共同发展了烃类的武尔茨－菲蒂希反应。他还研究出果糖、葡萄糖、特己酮和联苯的分子式。

## 作品
- Grundriss der Chemie, 6. Aufl. Berlin 1863.
- Beiträge zur Prüfung des additiven Verhaltens der Molekularwärme, speciell organischer Verbindungen, Göttingen 1900.